# Calle de Ponzano
La calle de Ponzano es una calle de la ciudad española de Madrid.

## Descripción e historia
La vía, con sentido sur-norte, discurre enteramente por el distrito de Chamberí. Nace en la calle de Santa Engracia y finaliza en su intersección con la calle de Raimundo Fernández Villaverde. Recibió su nombre del escultor Ponciano Ponzano; tras su muerte en 1877 la Real Academia de Bellas Artes de San Fernando propuso bautizar a la vía con el nombre del escultor, efectuándose el cambio en 1878; en el siglo XIX su límite norte finalizaba fuera de los límites urbanos de la ciudad. Subiendo por la calle, desde el número 10 hasta el 30-34 se puede comprobar la evolución de los diseños constructivos: de las casas de corredor de finales del siglo xix a viviendas sin corredores con un aprovechamiento más denso de comienzos del siglo xx. En la calle nació el dramaturgo Alfonso Sastre. En la década de 2010 contaba con una alta densidad de locales de restauración, en particular en torno a Ríos Rosas.